# Bhuvanaikabahu VI
Bhuvanaikabahu VI, ou Bhuvaneka Bãhu VII, aussi nommé Sapumal Kumaraya et Chempaha Perumal, singhalais : සපුමල් කුමාරයා  , tamoul : செண்பகப் பெருமாள் , (mort en 1480) est un roi du royaume de Kotte, de la dynastie Siri Sanga Bo, dans l'actuel Sri Lanka.

## Biographie

### Origines
Reconnu comme un fils adoptif de Parakramabahu VI de Kotte dont la principale réalisation a été la conquête du royaume de Jaffna vers 1447/1450. Il règne sur ce royaume pendant 17 ans lorsqu'il est apparemment appelé au sud après la mort de son père adoptif. Selon une source primaire locale le Rajaveliya, il tue le petit-fils de Parakramabahu VI de Kotte à savoir Vira Parakrama Bahu ou Jayabahu II (1468 - vers 1470).  Cependant Do Couto, qui était bien informé, présente son accession au trône de manière différente en disant: qu'après quelques années de règne le roi Parakramabahu VI 
mourut et son « fils spirituel » fut mis sur le trône par sa tante, qui, deux ans plus tard, le voyant incapable de régner, envoya chercher Sapumal Kumaraya de Jaffna,,

### Ascension au royaume de Kotte
Selon le Rajaveliya ayant appris que Jayabahu II (1468- vers 1470) avait accédé au trône, Sapumal arrivé de Jaffna tue Jayabahu II pour monter lui-même sur le trône de Kotte sous le nom de Bhuvanaikabahu VI. Il règne de vers 1472 à 1480 au moins.  Une ambassade arrive de Pegu dans le but d'obtenir la succession sacerdotale de Lanka en 1476, à un moment où une rébellion sérieuse venait d'éclater. Dans les chroniques, c'est un règne de sept années après son couronnement qui lui est attribué, mais l'inscription de Dedigama est datée dans sa neuvième année peut-être parce qu'il considérait son prédécesseur comme illégitime...Enfin selon E.W. Codrington son règne effectif correspond à la période 1472 à 1480. Il a comme successeur son fils Pandita Parakramabahu VII